# Alita Last Order
Alita Last Order (銃夢: Last Order?, Ganmu Rasuto Ōdā, lett. "Gunnm: Last Order") è un manga di Yukito Kishiro apparso dal 2001 sulla rivista manga giapponese Ultra Jump di Shūeisha e continuato dal 2011 su Evening di Kōdansha.
La sua genesi è particolare: si tratta infatti del seguito del manga, sempre di Kishiro, Alita l'angelo della battaglia. La storia, però, non riprende dove era finita nel fumetto precedente, ma riparte invece dal penultimo gruppo di capitoli, cancellando di fatto il finale della serie e sviluppando una lunga catena di nuovi eventi.
I fatti principali sono: lo scopo dell'esistenza della città di Jeru, la storia dell'umanità in quegli anni, al di fuori di Jeru, di Salem e della città discarica; le guerre interplanetarie; la politica di Ladder; e il ruolo che Alita (o meglio ciò che era in precedenza) ha avuto in tutto questo e che sta di nuovo per avere.

## Trama
Alita Last Order inizia dalla distruzione di Alita dopo i fatti avvenuti al Granite Inn (Locanda di Granito) in Alita l'angelo della battaglia. Lo scienziato pazzo Desty Nova riesce a condurre i resti di Alita su Salem ed a riassemblare il cervello di Alita grazie ai suoi strumenti nanotecnologici, e le dona il corpo cyborg più potente mai realizzato, e progettato con l'ausilio delle nanotecnologie; l'Imaginos Body. Alita affronta numerose peripezie e nuovi avversari, quali il guerriero Sechs, le inseparabili Elf e Zwolf, o il potentissimo mostro nanotecnologico Satumode; sconfiggendo Satumode, Alita salva la vita dei cittadini di Salem sopravvissuti all'ondata di follia causata dalla divulgazione da parte di Nova dell'orribile segreto di Salem. Alita viene tuttavia a conoscenza dell'esistenza di una città spaziale situata in cima all'ascensore orbitale, all'altro lato di Salem, detta Jeru; la salita verso Jeru attraverso l'ascensore orbitale le permette di avere nuovi alleati al proprio fianco (Sechs, Elf e Zwolf) e di fare la conoscenza di nuovi personaggi come l'hacker Ping Wu ed un nuovo temibile nemico, il governatore di Jeru, Aga Mbadi, detto anche Trinidad; scopre molti dettagli sulla sua vita passata e viaggerà a lungo, giungendo persino sulla colonia spaziale Leviathan.
Gli ultimi episodi la vedono impegnata nel torneo Z.O.T. (Zenith of All Things) presso Jeru, ad affrontare nemici fuori dal comune come Caerula Sanguis, che si scopre essere la donna che ha causato la condanna a morte di Alita duecento anni prima; con l'esecuzione della condanna a morte Alita fu espulsa dalle autorità di Jeru nell'atmosfera al di sopra di Salem; solo così il cyberdottore Ido ha potuto rinvenirne i resti duecento anni dopo, nella città discarica. Vi sono inoltre nuove rivelazioni riguardanti il passato e la storia della Terra nel periodo successivo all'evento che causò la quasi estinzione del genere umano, ossia la caduta di un grosso meteorite vicino al Giappone; e conseguentemente vi sono rivelazioni su alcuni importanti personaggi quali Caerula Sanguis e la sua relazione con Arthur Farrell, colui che secoli prima realizzò il sistema di governo basato su Melkizedek, un computer apparentemente dotato di capacità precognitive. Dopo l'incontro con una versione virtuale di Caerula, Ping Wu affronta Aga Mbadi in un duello virtuale. Wu Ping finisce in coma ma la sua azione permette ad Alita di bloccare temporaneamente l'accesso di Aga Mbadi a Melkizedek. Intanto, a Salem le copie di backup dello scienziato pazzo Desty Nova vengono distrutte in continuazione e in continuazione si riformano, finché un Desty Nova perfettamente formato propone ai Salemiti di allearsi con lui per fronteggiare una probabile minaccia da Jeru; inoltre riesce a stabilire i contatti con la città discarica e, quindi, con Kaos.
Nel frattempo, Aga Mbadi ha anche fatto attaccare militarmente la nave degli Space Angels ma i suoi soldati sono stati distrutti e un furibondo Sechs lo accusa di fronte alla televisione di aver violato ogni regola di neutralità dello Z.O.T. In quel momento appare Zekka, un karateka spaziale fuori di testa che sfida Sechs, il quale si dimentica dell'attacco e di tutto il resto. Intanto, Alita, che ha trovato il cervello di Lou con l'aiuto di "Porta-Nova", un backup di Desty Nova finito in mano a Wu Ping, si trova a fronteggiare un inaspettato e terribile nemico: "Supernova", il Desty Nova catturato da Aga Mbadi e divenuto suo alleato. Il quale, a sua volta, fa nuove, inaspettate e terribili rivelazioni sul conto di Alita (per recuperare il cervello di Lou, era necessario sostituirlo con un altro. Ma Supernova rivela che il cervello nuovo altro non è che il cervello originale di Alita, nella cui testa è attualmente presente un chip uguale a quello degli abitanti di Salem). Alita subisce quindi lo stesso identico shock esistenziale a suo tempo subito dal dottor Ido, e da tutti gli altri abitanti di Salem: la scoperta di non avere più un cervello vivente, ma un chip al suo posto, un cervello meccanico.
Tale shock è così forte, che SuperNova riesce facilmente a fare a pezzi una sconvolta Alita con i mezzi di hakeraggio fornitigli da Aga Mbadi; subito dopo egli distrugge anche Porta-Nova. Il Desty Nova di Salem riesce a fuggire tagliando i contatti, e medita sul futuro: il Super Nova ha raggiunto un livello di conoscenze, di visione e di potere praticamente imbattibile. Intanto Alita, o quello che ne rimane, cade precipitando fino in fondo alla struttura, ma viene raccolta dai robot del roboasilo, che piangono la sorte di Wu Ping e decidono di soccorrerla. In risposta alle loro preghiere, appare la versione virtuale di Arthur che rievoca i ricordi di Alita per esortarne il ritorno. La lezione di Arthur è che la "vita" non è legata ad una qualche matrice di memoria, biologica o di silicio: la vita è un'onda che afferma se stessa tramite l'azione. E qualcosa, nel buio più profondo, torna a pulsare. Una volta eliminata Alita, Aga Mbadi si rammarica con Zekka del fallito tentativo di recuperare "il fata morgana" da parte di SuperNova, concludendo però che nonostante le molte variabili non previste i suoi piani proseguono per il meglio.
Ha inizio il primo dei round per i quarti di finale dello Z.O.T che vede affrontarsi il karateka elettromagnetico Toji e una gigantesca e misteriosa creatura del gruppo "Space anomalies". Nella prima fase dell'incontro Supernova rivela in diretta ai microfoni dello Z.O.T che Alita è morta causando lo sconforto di Toji. Dopo alcune difficoltà Toji riesce a sconfiggere la strana creatura (un organismo proveniente da Mercurio, pianeta ritenuto inabitabile a causa di nanotecnologie impazzite, ovvero le Graygoo) solo grazie all'aiuto di Zekka, che rivela di essere l'assassino del maestro di Toji, di cui un tempo fu compagno sotto gli insegnamenti di un unico maestro. Nel secondo round dei quarti di finale scendono in campo gli Space Angels che ormai combattono senza Alita. Sechs affronta il temibile rappresentante della squadra di Giove: War-man 609. Nonostante lo svantaggio dovuto alle enormi dimensioni dell'avversario e all'armamento, Sechs riesce a vincere il primo round, ma è solo grazie all'intervento della guardia del corpo della regina di Marte che Sechs riesce apparentemente a vincere la successiva trasformazione dell'avversario.
Il colpo di scena successivo rivela che il quinto ed ultimo modulo del combattente di Giove è addirittura "Tunguska", un cyborg studiato come arma definitiva in vista della prossima guerra interplanetaria: collegato energeticamente tramite subspazio alla madrepatria Giove, è indistruttibile in quanto in grado di scaricare l'energia di ogni attacco sull'immensa dinamo che avvolge il suo pianeta madre, ed inoltre risulta dotato di un raggio di energia dalla capacità distruttiva praticamente illimitata. L'attacco di tale cyborg lacera come carta gli enormi scudi del campo di combattimento, uccidendo centinaia di spettatori, compreso lo stesso rappresentante e ambasciatore di Giove, presente sulle tribune. Tale precipitare degli eventi fa temere un disastro completo: la rivelazione di quest'arma segreta potrebbe portare alla distruzione di Jeru, dell'ascensore orbitale e di Salem, nonché dare il via alla guerra stessa. Mbadi si rende conto di aver commesso un errore madornale a permettere alle Space Angels di mettere alle corde la squadra di Giove.
Quando tutto sembra perduto, il cyborg di manutenzione degli Space Angels, ricevuto dai robot del roboasilo in consegna il nucleo di Alita (comprensivo del Fata Morgana), esegue le istruzioni di spararlo verso il campo di battaglia. Afferrato dall'avversario, tale nucleo si rivela composto di nanomacchine sconosciute, in grado di superare le barriere antinanomacchina gioviane. Dall'interno del corpo del guerriero, distrutto dall'interno, esce una nuova versione di Alita.
Il torneo viene immediatamente interrotto da Aga Mbadi e da Supernova, ma i loro attacchi, sia fisici che informatici, si rivelano totalmente inefficaci. Aga Mbadi, messo sotto scacco, è costretto ad annunciare di fronte ai giornalisti, ai Karateka dello spazio e alla squadra di Venere, che il torneo continuerà come previsto. Intanto Supernova si accorge esterrefatto che il biochip di Alita si è fuso con il Fata Morgana, che il suo corpo si è fuso con quello di Tunguska, impadronendosi delle sue risorse e che le nanomacchine del nuovo corpo di Alita sono di tipo diverso da quelle da lui progettate. Nel mezzo della storia, un flashback nella mente di Aga Mbadi rivela come l'attuale tecnocrate avesse cominciato ad inserire nel proprio cervello i biochip degli scienziati pazzi prodotti a Salem (il primo fu lo scienziato pazzo Jean Vares, che glielo propose come "regalo"). A seguito della vittoria della squadra di Alita, le manovre di Aga Mbadi vengono smascherate e i suoi biochip neutralizzati. Prima di morire, Aga Mbadi scaraventa Jeru contro la luna e Alita fonde il suo corpo cibernetico con la città per evitare un impatto catastrofico.
Nel frattempo, Figura Quattro, Ido e Chaos continuano le loro avventure alla ricerca di Alita, finendo a Salem dove si scontrano con un clone di Desty Nova (il cuoco), tornato ai suoi esperimenti folli. Anche questo viene neutralizzato. Il cervello originale di Alita viene ritrovato e riportato in vita, con un corpo organico, per la gioia di Figura Quattro. La scena finale della storia rappresenta l'altra Alita, dotata di corpo e di cervello completamente artificiali, arrivata su Marte...

## Cambiamenti rispetto adAlita l'angelo della battaglia
Oltre al seguito, questo svolgimento alternativo ha alterato le spiegazioni retroattive di alcuni degli avvenimenti.
L'autorappresentazione di Melchisedek, l'intelligenza artificiale che controlla Salem (e Jeru) si mostra con l'immagine di una vecchia signora materna nella prima versione ed è totalmente impazzita; nella nuova versione si visualizza con l'immagine di un vecchio signore, cioè Arthur. Anche la ragione della sostituzione dei cervelli degli abitanti di Salem è differente: nel primo caso, la pazzia dell'IA; nel secondo, la costruzione di un mainframe organico.
Anche la storia della guerra che ha determinato la separazione tra Jeru e Salem appare differente.
Non ci sono conseguenze dello ZOTT nel vecchio fumetto. Il torneo e le sue conseguenze appaiono solo in Last Order.
La sorte di Lou è differente nelle due versioni. Nella prima, a causa del suo comportamento "irregolare", Lou viene espulsa e gettata nel vuoto - come già a suo tempo Ido. Nella seconda versione il suo chip cerebrale è stato analizzato e distrutto e la versione di Lou che viene recuperata ha il cervello organico, senza memorie di Alita.
Rispetto alla vecchia versione, lo spazio dedicato al biochip che sostituisce il cervello degli abitanti di Salem riceve uno spazio e un trattamento molto più esteso e il modo in cui viene considerato è differente.

## Volumi
| 1  | 1-2   | 19 luglio 2001 | ISBN 4-08-876188-X     | 15 maggio 2003 12 giugno 2003     |
| 1  | 1-2   | Capitoli - Phase:01 (はじめに憶えているのは?, Hajime ni oboeteiru no wa) - Phase:02 (なにが起きたんだ??, Nani ga okitanda?) - Phase:03 (ロボットじゃない?, Robotto janai) - Phase:04 (思い焦がれていたんだぜ?, Omoi kogarete ita nda ze) - Phase:05 (認めるかっ!!?, Mitomeru ka'!!) - Phase:06 (テレビのスイッチを切るように?, Terebi no suitchi o kiru yō ni) |                        |                                   |
| 2  | 3-4   | 19 febbraio 2002 | ISBN 4-08-876276-2     | 10 luglio 2003 4 settembre 2003   |
| 2  | 3-4   | Capitoli - Phase:07 (そして世界が残酷なのは?, Soshite sekai ga zankoku nano wa) - Phase:08 (高く高く積んだ積み木の塔を?, Takaku takaku tsunda tsumiki no tō o) - Phase:09 (なんの負い目があるだろう?, Nan no oime ga aru darō) - Phase:10 (懐カシイ歌?, Natsukashii uta) - Phase:11 (それでも?, Soredemo) - Phase:12 (夢の罪の重さを?, Yume no tsumi no omosa o) |                        |                                   |
| 3  | 5-6   | 19 settembre 2002 | ISBN 4-08-876350-5     | 2 ottobre 2003 6 novembre 2003    |
| 3  | 5-6   | Capitoli - Phase:13 (ここが世界の頂上だ?, Koko ga sekai no chōjō Da) - Phase:14 (ロボットの国の王、そして?, Robotto no kuni no ō, soshite) - Phase:15 (きっとまた会える?, Kitto mata aeru) - Phase:16 (正す、世界を?, Tadasu, sekai o) - Phase:17 (戦場では?, Senjō dewa) - Phase:18 (百年か…?, Hyaku nen ka...) |                        |                                   |
| 4  | 7-8   | 19 giugno 2003 | ISBN 4-08-876471-4     | 11 marzo 2004 15 aprile 2004      |
| 4  | 7-8   | Capitoli - Phase:19 (戦士とは?, Senshi to wa) - Phase:20 (いいパンチだった!!?, Ii Panchi datta!!) - Phase:21 (ひとつ忠告しておく?, Hitotsu chūkoku shiteoku) - Phase:22 (見たか!!?, Mita ka!!) - Phase:23 (カラテ蟻地獄!!?, Karate arijigoku!!) - Phase:24 (そして火のように戦う心も?, Soshite hi no yō ni tatakau kokoro mo) |                        |                                   |
| 5  | 9-10  | 19 marzo 2004 | ISBN 4-08-876590-7     | 13 gennaio 2005 10 febbraio 2005  |
| 5  | 9-10  | Capitoli - Phase:25 (ZOTT開催!!?, Jī Ō Tī Tī Bigin!!) - Phase:26 (あるいは優勝も…?, Arui wa yūshō mo...) - Phase:27 (子供達を守るために?, Kodomo tachi o mamoru tame ni) - Phase:28 (オレの歌が聞きてェか??, Ore no uta ga kikitē ka?) - Phase:29 (コレですよォ〜?, Kore desu yō) - Phase:30 (星になれ?, Hoshi ni nare) - Phase:31 (まわるまわる?, Mawaru mawaru) |                        |                                   |
| 6  | 11-12 | 17 settembre 2004 | ISBN 4-08-876682-2     | 14 aprile 2005 12 maggio 2005     |
| 6  | 11-12 | Capitoli - Phase:32 (まだだ?, Mada da) - Phase:33 (あの戦い以来か?, Ano tatakai irai ka) - Phase:34 (私はそれを信じる?, Watashi wa sore o shinjiru) - Phase:35 (そうすれば故郷に?, Sō sureba kokyō ni) - Phase:36 (昔ここを歩いた?, Mukashi koko o aruita) - Phase:37 (お前…誰だ!??, Omae... dare da!?) |                        |                                   |
| 7  | 13-14 | 18 marzo 2005 | ISBN 4-08-876777-2     | 15 settembre 2005 13 ottobre 2005 |
| 7  | 13-14 | Capitoli - Phase:38 (私は陽子?, Watashi wa yōko) - Phase:39 (私はガリィ?, Watashi wa Garyi) - Phase:40 (オタマはオタマ?, Otama wa otama) - Phase:41 (人生最大のこの時が!!?, Jinsei saidai no kono toki ga!!) - Phase:42 (むかつくぜ!!?, Mukatsuku ze!!) - Phase:43 (混沌の息子よ?, Konton no musuko yo) |                        |                                   |
| 8  | 15-16 | 18 novembre 2005 | ISBN 4-08-876876-0     | 15 giugno 2006 13 luglio 2006     |
| 8  | 15-16 | Capitoli - Phase:44 (帰還限界点?, Pointo obu Nō Ritān) - Phase:45 (衝突の冬?, Inpakuto Wintā) - Phase:46 (同じ気持ちなのだと信じた?, Onaji kimachi nano da to shinjita) - Phase:47 (何者であろうと?, Nanimono dearō to) - Phase:48 (終末の甘い夢?, Shūmatsu no amai yume) - Phase:49 (いつかブ厚い雲をブチ抜いて?, Itsuka buatsui kumo o buchinuite) |                        |                                   |
| 9  | 17-18 | 19 luglio 2006 | ISBN 4-08-877123-0     | 15 febbraio 2007 15 marzo 2007    |
| 9  | 17-18 | Capitoli - Phase:50 (もしそなたの魂に?, Moshi sonata no tamashii ni) - Phase:51 (最後の審判のその日まで?, Saigo no shinpan no sono hi made) - Phase:52 (孤高…すなわち?, Kokō... sunawachi) - Phase:53 (最後の贈り物?, Saigo no Purezento) - Phase:54 (その涙が私のために流れるのなら…?, Sono namida ga watashi no tame ni nagareru no nara...) - Phase:55 (私は学んだのだ?, Watashi wa mananda no da) |                        |                                   |
| 10 | 19-20 | 19 luglio 2007 | ISBN 978-4-08-877270-7 | 17 gennaio 2008 14 febbraio 2008  |
| 10 | 19-20 | Capitoli - Phase:56 (プリンは さだめ?, Purin wa sadame) - Phase:57 (この世界の成り立ちを?, Kono sekai no naritachi o) - Phase:58 "Don't Be a Hero" (マジになるなよ?, Maji ni naruna yo) - Phase:59 (スットボけてんじゃねぇ?, Suttobo keten janē) - Phase:60 (超音速で成長中?, Chō Onsoku de Seichō Chū) - Phase:61 (世にも稀なる?, Yo ni mo Mare Naru) - Phase:62 (絶対零度の暗闇に?, Zettai Reido no Kurayami ni) |                        |                                   |
| 11 | 21-22 | 19 febbraio 2008 | ISBN 978-4-08-877408-4 | 13 novembre 2008 12 dicembre 2008 |
| 11 | 21-22 | Capitoli - Phase:63 (不屈とは?, Fukutsu to wa) - Phase:64 (高くつくぜ!!?, Takaku tsuku ze!!) - Phase:65 (空手の果て?, Karate no hate) - Phase:66 (殺る気満々?, Yaru ki manman) - Phase:67 (サーチ&キル!!?, Sāchi ando Kiru!!) - Phase:68 (虎の尾を踏む?, Tora no o o fumu) |                        |                                   |
| 12 | 23-24 | 19 agosto 2008 | ISBN 978-4-08-877483-1 | 11 giugno 2009 12 luglio 2009     |
| 12 | 23-24 | Capitoli - Phase:69 (ふたたび戦いの世界に?, Futatabi tatakai no sekai ni) - Phase:70 (世界でひとり君だけが?, Sekai de hitori kimi dake ga) - Phase:71 (カルマ的特異点?, Karuma teki Shingyuraritī) - Phase:72 (潮の変わり目?, Taido Izu Tāningu) - Phase:73 (カラテ大戦争ッ!!!?, Karate dai sensō'!!!) - Phase:74 (猫の妙術?, Neko no myōjutsu) |                        |                                   |
| 13 | 25-26 | 17 aprile 2009 | ISBN 978-4-08-877607-1 | 10 gennaio 2010 7 febbraio 2010   |
| 13 | 25-26 | Capitoli - Phase:75 (爪と牙の世界で?, Tsume to kiba no sekai de) - Phase:76 (喰らって太れ!!?, Kuratte futore!!) - Phase:77 (魂なき獣ごときに!!?, Tamashii naki kedamono gotoki ni!!) - Phase:78 (漢の拳!!?, Otoko no kobushi!!) - Phase:79 (戦う 本当の理由に…?, Tatakau hontō no riyū ni...) - Phase:80 (最後の存在証明?, Saigo no sonzai shōmei) - Phase:81 (「幸せ」という言葉?, "Shiawase" to iu kotoba) |                        |                                   |
| 14 | 27-28 | 19 novembre 2009 | ISBN 978-4-08-877748-1 | 9 luglio 2011 6 agosto 2011       |
| 14 | 27-28 | Capitoli - Phase:82 (成長したじゃないか?, Seichō shita janai ka) - Phase:83 (警戒せよ?, Keikai seyo) - Phase:84 (仮称「フラウ・X」?, Kashō "Furau Ikusu") - Phase:85 (できるのか!??, Dekiru no ka!?) - Phase:86 (因果の大竜巻!!?, Inga no ōtatsumaki!!) - Phase:87 (新しい歴史を踏み出す!!?, Atarashii rekishi o fumidasu!!) |                        |                                   |
| 15 | 29-30 | 18 giugno 2010 | ISBN 978-4-08-877885-3 | 10 settembre 2011 15 ottobre 2011 |
| 15 | 29-30 | Capitoli - Phase:88 (約束の場所…!!?, Yakusoku no basho...!!) - Phase:89 (俺の名前を忘れたか!??, Ore no namae o wasureta ka!?) - Phase:90 (ホントのプロだね!!?, Honto no Puro da ne!!) - Phase:91 (論理+直感?, Ronri Purasu chokkan) - Phase:92 (「ガラスの猫」作戦?, "Kōshika suchikurā" sakusen) - Phase:93 (「真の突き」です!!?, "Shin no tsuki" desu!!) |                        |                                   |
| 16 | 31-32 | 23 maggio 2011 | ISBN 978-4-06-376062-0 | 29 settembre 2012 27 ottobre 2012 |
| 16 | 31-32 | Capitoli - Phase:094 (一匹の窮鼠!!?, Ippiki no kyūso!!) - Phase:095 (思考よりも速く?, Shikō yori mo hayaku) - Phase:096 (宇宙の天使?, Uchū no tenshi) - Phase:097 (脱獄を夢見た囚人?, Datsugoku o yumemita shūjin) - Phase:098 (解き放たれたぁ〜!!?, Tokihanata retā!!) - Phase:099 (ナイス馬鹿?, Naisu baka) |                        |                                   |
| 17 | 33-34 | 23 aprile 2012 | ISBN 978-4-06-376630-1 | 23 marzo 2013 20 aprile 2013      |
| 17 | 33-34 | Capitoli - Phase:100 (変態 それは?, Hentai sore wa) - Phase:101 (刮目して待つべし?, Katsumoku shite matsu beshi) - Phase:102 (最後の大物!?, Saigo no ōmono!) - Phase:103 (真夜中の太陽?, Mayonaka no taiyō) - Phase:104 (歴史の主役?, Rekishi no shuyaku) - Phase:105 (緊急事態フェーズ4?, Kinkyū jitai Fēzu yon) |                        |                                   |
| 18 | 35-36 | 23 aprile 2013 | ISBN 978-4-06-376813-8 | 21 dicembre 2013 22 febbraio 2014 |
| 18 | 35-36 | Capitoli - Phase:106 (LASTORDER?, Rasuto Ōdā) - Phase:107 (ガリィクエストI?, Garyi Kuesuto Wan) - Phase:108 (ガリィクエストII?, Garyi Kuesuto Tsū) - Phase:109 (ガリィクエストIII?, Garyi Kuesuto Surī) - Phase:110 (ガリィクエストIV?, Garyi Kuesuto Fō) - Phase:111 (ガリィクエストV?, Garyi Kuesuto Faibu) - Phase:112 (ガリィクエストVI?, Garyi Kuesuto Shikkusu) - Phase:113 (ガリィクエストVII?, Garyi Kuesuto Sebun) - Phase:114 (ガリィクエストVIII?, Garyi Kuesuto Eito) - Phase:115 (ガリィクエストIX?, Garyi Kuesuto Nain) |                        |                                   |
| 19 | 37-38 | 23 aprile 2014 | ISBN 978-4-06-376969-2 | 4 ottobre 2014 6 dicembre 2014    |
| 19 | 37-38 | Capitoli - Phase:116 (ガリィクエストX?, Garyi Kuesuto Ten) - Phase:117 (ガリィクエストXI?, Garyi Kuesuto Irebun) - Phase:118 (ガリィクエストXII?, Garyi Kuesuto Tuerubu) - Phase:119 (ガリィクエストXIII?, Garyi Kuesuto Sātīn) - Phase:120 (ガリィクエストXIV?, Garyi Kuesuto Fōtīn) - Phase:121 (ガリィクエストXV?, Garyi Kuesuto Fifutīn) - Phase:122 (ガリィクエストXVI?, Garyi Kuesuto Shikkusutīn) - Phase:123 (ガリィクエストXVII?, Garyi Kuesuto Sebuntīn) - Final Phase (ガリィクエストXVIII?, Garyi Kuesuto Eitīn)          |                        |                                   |